# Sphinctour
Sphinctour è un album dal vivo, uscito anche in DVD e VHS, del gruppo industrial metal statunitense Ministry, pubblicato nel 2002.

## Tracce
1. Psalm 69 – 5:04
2. Crumbs – 3:54
3. Reload – 2:33
4. Filth Pig – 6:30
5. So What – 9:45
6. Just One Fix – 4:38
7. N.W.O. – 6:04
8. Hero – 2:38
9. Thieves – 5:14
10. Scarecrow – 7:56
11. Lava – 8:43
12. The Fall – 8:02
13. Stigmata – 9:14

- Le tracce 5 e 13 non sono incluse nella versione CD.

## Formazione
- Alien Jourgensen - voce, mandolino, chitarra, armonica, produzione
- Paul Barker - basso, tastiere, produzione
- Rey Washman - batteria
- Louis Svitek - chitarra
- Duane Buford - tastiere
- Zlatko Hukic - chitarra